# Воймежный
Воймежный — посёлок в Шатурском муниципальном районе Московской области. Входит в состав Кривандинского сельского поселения. Население — 23 чел. (2010).

## Расположение
Посёлок Воймежный расположен в центральной части Шатурского района, расстояние до МКАД порядка 142 км. Высота над уровнем моря 120 м.

## Название
Посёлок назван по реке Воймега, протекающей к востоку от посёлка.

## История
К юго-востоку от посёлка на озёрах Воймега и Карасово расположены стоянки первобытного человека (неолит, эпоха бронзы) и поселения XIV—XVII века.
Во второй половине 1990-х — первой половине 2000-х годов посёлок входил в Лузгаринский сельский округ.
В окрестностях посёлка обитают несколько видов бабочек, занесённых в Красную книгу Московской области: прозерпина, вилохвост буковый, лишайница мышиная, ложная пестрянка Фегеля, анарта черничная, совка ювентина и др.

## Население
| 2006 | 2010 |
| ---- | ---- |
| 50   | ↘23  |